# Elecciones parlamentarias de Seychelles de 1979
Las elecciones parlamentarias de Seychelles de 1979 tuvieron lugar entre los días 23 y 26 de junio del mencionado año, al mismo tiempo que las primeras elecciones presidenciales directas en la historia del país. Fueron los primeros comicios celebrados después de la independencia de Seychelles el 29 de junio de 1976. Sin embargo, se realizaron después del golpe de Estado de 1977, que derrocó al gobierno de James Mancham y su partido, el Partido Democrático de Seychelles, reemplazándolo por una dictadura militar conducida por France-Albert René, del socialista Partido del Pueblo Unido de Seychelles (SPUP).
Durante el régimen, se aprobó una nueva constitución, que convertía formalmente a Seychelles en un estado socialista de partido único. El SPUP se disolvió y se convirtió en el Frente Progresista del Pueblo de Seychelles (FPPS). El sistema de escrutinio mayoritario plurinominal empleado durante la era colonial fue reemplazado por uno de uninominal, con el país dividido en veintitrés distritos electorales, cada uno de los cuales era representado por un diputado en la Asamblea Popular. Otros dos miembros eran designados por el presidente de la República en representación de las regiones insulares más pequeños de las Islas Exteriores y las Islas Interiores.
Aunque solo pudieron presentarse miembros del FPPS, el partido presentó al menos dos candidatos en cada circunscripción, garantizando que existiera una cierta competitividad. Nominalmente, el 96,43% del electorado registrado participó en las elecciones.

## Sistema electoral
Todos los ciudadanos seychellenses que tuvieran al menos dieciocho años de edad al día de las elecciones poseían el derecho a voto, quedando descalificados los que fueran declarados mentalmente insanos, las personas condenadas por un delito o los que debieran lealtad a un estado extranjero. Los electores calificados que son miembros del Frente Progresista del Pueblo de Seychelles podían ser candidatos a la Asamblea. El mandato parlamentario es incompatible con los cargos de presidente de la República y Ministro de Gobierno.
Los 23 miembros electos de la Asamblea Popular eran elegidos en distritos uninominales ("áreas electorales") por simple mayoría de votos para un mandato de cuatro años. Las elecciones parciales se llevarían a cabo para cubrir los puestos electivos que quedaran vacantes entre las elecciones generales, a menos que ocurrieran dentro de los seis meses posteriores a la disolución de la Asamblea. Después de la restauración de la democracia multipartidista, los distritos electorales creados en 1979 se siguen utilizando.